# Begrip van onze grote Kracht
Begrip van onze grote Kracht is een gnostisch geschrift, dat in een Koptische vertaling onderdeel was van de vondst van de Nag Hammadigeschriften in 1945. Er moet een oorspronkelijk Griekse tekst zijn geweest, maar daar is nooit iets van gevonden. 
Een aantal delen van de tekst is zeer onduidelijk. Op het vakgebied is dan ook wel gesuggereerd, dat er sprake was van een incompetente Koptische vertaler en/of  de Griekse tekst waar de vertaler over beschikte al gecorrumpeerd was. Het is een apocalyptisch verhaal dat meestal in de derde persoon enkelvoud wordt verteld, maar dat een aantal malen overgaat in de ik-vorm alsmede in de tweede persoon meervoud. Deze overgangen gevoegd bij een aantal onduidelijke passages maken het onmogelijk de verteller in deze tekst te identificeren. 
Op het vakgebied zijn er dan ook heel verschillende interpretaties van de tekst. Een daarvan is dat de basisstructuur van deze tekst  een verzameling orakelspreuken moet zijn die op zich weinig onderlinge samenhang vertonen. Er is consensus, dat onbekend ouder tekstmateriaal uit meerdere bronnen in de nu bekende tekst moet zijn opgenomen. Het geschrift heeft tekstdelen die een duidelijk christelijk karakter vertonen, maar dat in andere delen weer geheel ontbreekt. Een van de opvattingen is dat een basistekst uit de joodse of Samaritaanse traditie later aangevuld is met materiaal uit christelijke bronnen. 

## Essentie van de inhoud
Het is een openbaring door of namens de Grote Kracht. Aan het begin van de tekst wordt een contrast beschreven tussen de mensen die zo gelukkig zijn de Grote Kracht te kennen en zij die daarvan onwetend zijn. In de tekst staat dan ook een oproep aan de lezers die kennis te verwerven. De benaming Grote Kracht werd met name gebruikt door de volgelingen van Simon Magus. In hun religieuze systeem was Simon Magus de hoogste god en had die benaming. Er zijn dan ook auteurs op het vakgebied die een simoniaanse bron voor de tekst waarschijnlijk achten. Andere auteurs achten dat te weinig en wijzen erop, dat deze aanduidingen voor God niet ongebruikelijk waren in de Joodse en vroegchristelijke literatuur.  
De lijn van het verhaal is een beschrijving van de menselijke geschiedenis. Die wordt verdeeld in drie tijdperken. Het eerste is het tijdperk  van het vlees, dat loopt vanaf de schepping tot aan de zondvloed.  
Het eerste  tijdperk begint in lichamen van reuzen. Die  bevlekten zich doordat zij binnendrongen in het vlees. Het oordeel over hen voor deze seksuele daden is de zondvloed.  In Genesis wordt opgemerkt, dat  in die dagen – en ook – daarna- leefden er reuzen op aarde, doordat de zonen van God gemeenschap hadden met de dochters van de mensen die hun zonen hadden gebaard. In het Eerste boek van Henoch  staat in het deel dat over de geboorte van Noach handelt   Zij zullen op aarde reuzen verwekken, niet van de geest, maar van het vlees en er zal een hevige toorn over de aarde komen en de aarde zal van alle verdorvenheid gereinigd worden.
Noach die in veel gnostische literatuur negatief belicht wordt, wordt in dit geschrift waardig en godvruchtig genoemd omdat hij vroomheid predikte. Er luisterde echter niemand naar hem. Hij bouwde de ark en wordt met zijn zonen gered. 
In de tekst is sprake van twee verschijningen van de Verlosser, zonder dat de naam Jezus of Christus genoemd wordt.  De eerste keer is aan het eind van deze periode. Dan zal in dit tijdperk  van de ziel  de mens verschijnen, die de Grote Kracht kent...Hij zal het komende tijdperk verkondigen, zoals hij in het eerste tijdperk, dat van het vlees, tot Noach heeft gesproken. 
Het tweede tijdperk is dat van de ziel, waarin de Verlosser  voor de tweede maal verschijnt. Hij wordt gevangen genomen door  de  archonten, in de gnostiek de boze dienaren van de demiurg.  Die beseften echter niet dat dit ook hun ondergang zou betekenen. Het tijdperk zal eindigen met een apocalyptische strijd tegen  heersers die uit het westen komen. Uiteindelijk zal de wereld door vuur vernietigd worden. Het vuur zal alle materie verteren, maar de zielen van mensen zuiveren. In feite bedoelt de auteur van het geschrift dat dit tweede tijdperk het huidige is waarin verlossing mogelijk is.  
Het derde tijdperk ligt in de toekomst, waarin de gezuiverde zielen tot in de eeuwigheid verder zullen leven.

## Datering van het geschrift
Een aantal onderzoekers op het vakgebied heeft getracht een aantal passages in het geschrift te verbinden met bekende historische gebeurtenissen en op die wijze de datering van het nu bekende geschrift te benaderen. Het handelt dan vooral om de passages waarin de heersers uit het westen voorkomen. 
 De Heerser en de heersers van het westen kwamen naar het oosten, de plaats waar de Logos het eerste verscheen. Toen beefde de aarde en de steden wankelden. …......Toen stond de Heerser van het westen op en uit het oosten zal hij actief zijn en de mensen in zijn boosheid onderrichten met de bedoeling alle wijze woorden van de waarheid te vernietigen, omdat hij de leugenachtige wijsheid liefheeft
  Er zijn auteurs die menen dat met de heersers van het westen de Romeinse keizers Vespasianus en Titus bedoeld worden die in 69 de joodse opstand tegen het Romeinse gezag neersloegen. Andere auteurs denken aan Diocletianus die begin vierde eeuw de laatste grote christenvervolgingen organiseerde. Ook de keizer Julianus (r. 360-363) die zich als apostaat weer afkeerde van het christendom wordt in dit verband genoemd. Andere onderzoekers achten in ieder geval de verbinding met Julianus niet houdbaar, omdat het geschrift dan pas van na 363 zou moeten dateren. De laatsten zijn van opvatting, dat er geen meer betrouwbare datering van de tekst gegeven kan worden buiten de opmerking dat zowel de derde eeuw als begin vierde eeuw  mogelijk is.  